# Axel Julén
Axel Elon Julén, född 25 november 1890 i Göteborg, död 24 november 1920 i Lund, var en svensk arkitekt.
Julén utexaminerades från Chalmers tekniska läroanstalt i Göteborg 1911 och från Kungliga Tekniska högskolan i Stockholm 1913. Han anställdes på arkitektkontor i Stockholm sistnämnda år, var praktiserande arkitekt i Malmö från 1916 och blev stadsarkitekt i Lund 1918. Han utförde bland annat ritningar till Siriusordens nybyggnad i Malmö (1918).
Han är begraven på Norra kyrkogården, Lund.